# Hugo Leven
Pour les articles homonymes, voir Leven (homonyme).
Hugo Leven (né le 15 mars 1874 à Düsseldorf-Benrath, mort en 1956 à Bad Soden-Salmünster) est un sculpteur allemand.

## Biographie

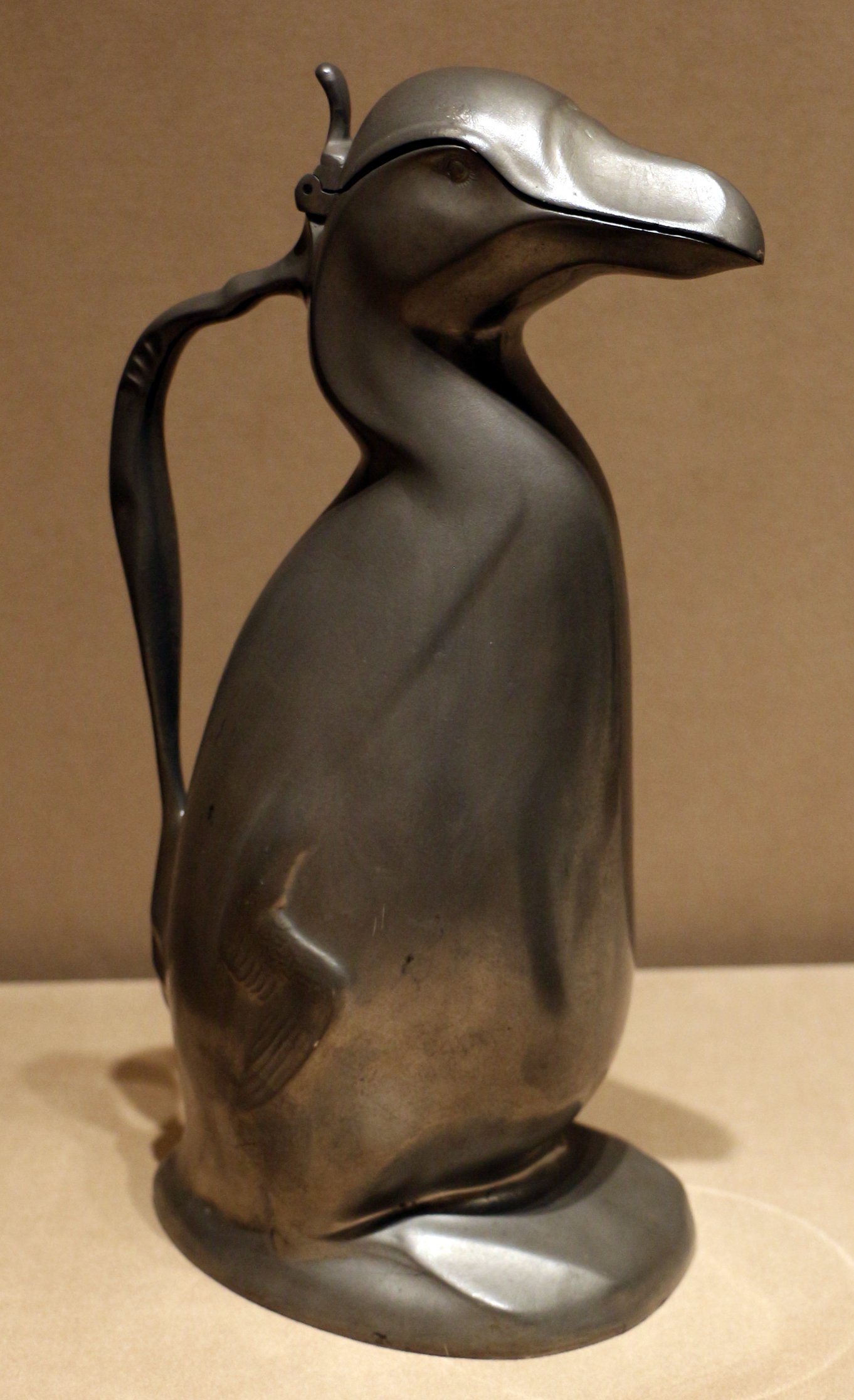
Verseuse en étain, 1900-1901.

Leven étudie à l'École des arts appliqués de Düsseldorf (de) puis à l'académie des beaux-arts de Düsseldorf. Il travaille un temps dans l'atelier de son père Louis Leven, entretient de nombreux contacts avec des artistes français qui l'influencent beaucoup et se fait rapidement connaître. Engelbert Kayser (de) l'embauche comme premier employé de son atelier. De 1895 à 1904, Leven conçoit de nombreux modèles pour Kayserzinn ; ses œuvres ont une influence durable sur la fonderie d'étain de l'Art nouveau. Il travaille aussi pour l'entreprise Kreuter à Hanau et d'autres entreprises qui produisent du métal, de l'argent et du grès, telles que Koch & Bergfeld (de) et WMF. De 1904 à 1909, il vit à Brême. En 1906, les œuvres de Leven sont exposées à la troisième exposition allemande d'art et d'artisanat (de) à Dresde ; il participe également à des expositions universelles.
De 1909 à 1933, il enseigne à l'académie de dessin de l'École technique de l'industrie des métaux précieux de Hanau, dont il devient directeur. Ses élèves sont Wilhelm Wagenfeld, Christian Dell, Herbert Zeitner (de)...  En 1933, il perd son emploi. Après la Seconde Guerre mondiale, il dirige la reconstruction de l'académie de dessin, qui reprend ses activités en 1947.
Le style de Leven est déterminé par des représentations ornementales mais naturalistes de plantes et d'animaux. 
En 2001-2002, une exposition sur Leven et ses œuvres est organisée au musée d'histoire d'Hanau (de) dans le château de Philippsruhe et au musée du district de Zons.